# Makasae
Makasae (Macasae, Makasai, Makassai, Makassae, Macassai, Ma'asae) ist eine Papuasprache beziehungsweise eine ethnolinguistische Gruppe in Osttimor.

## Übersicht

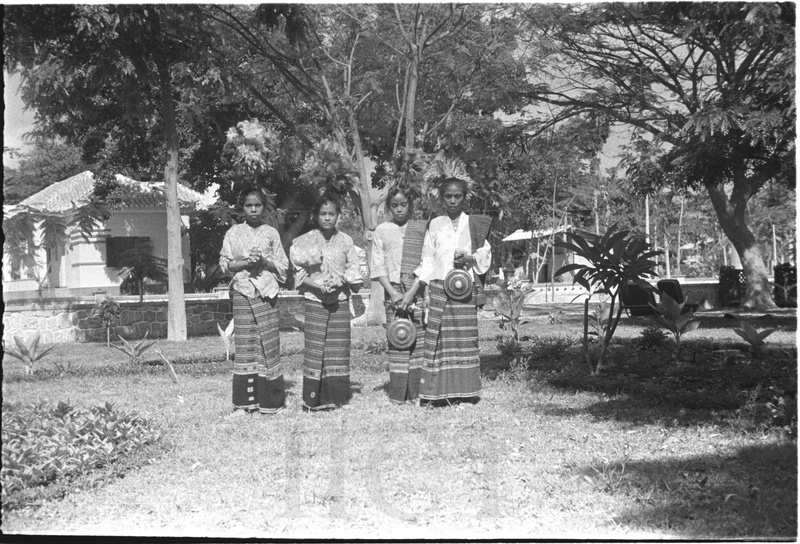
Makasae (1953)

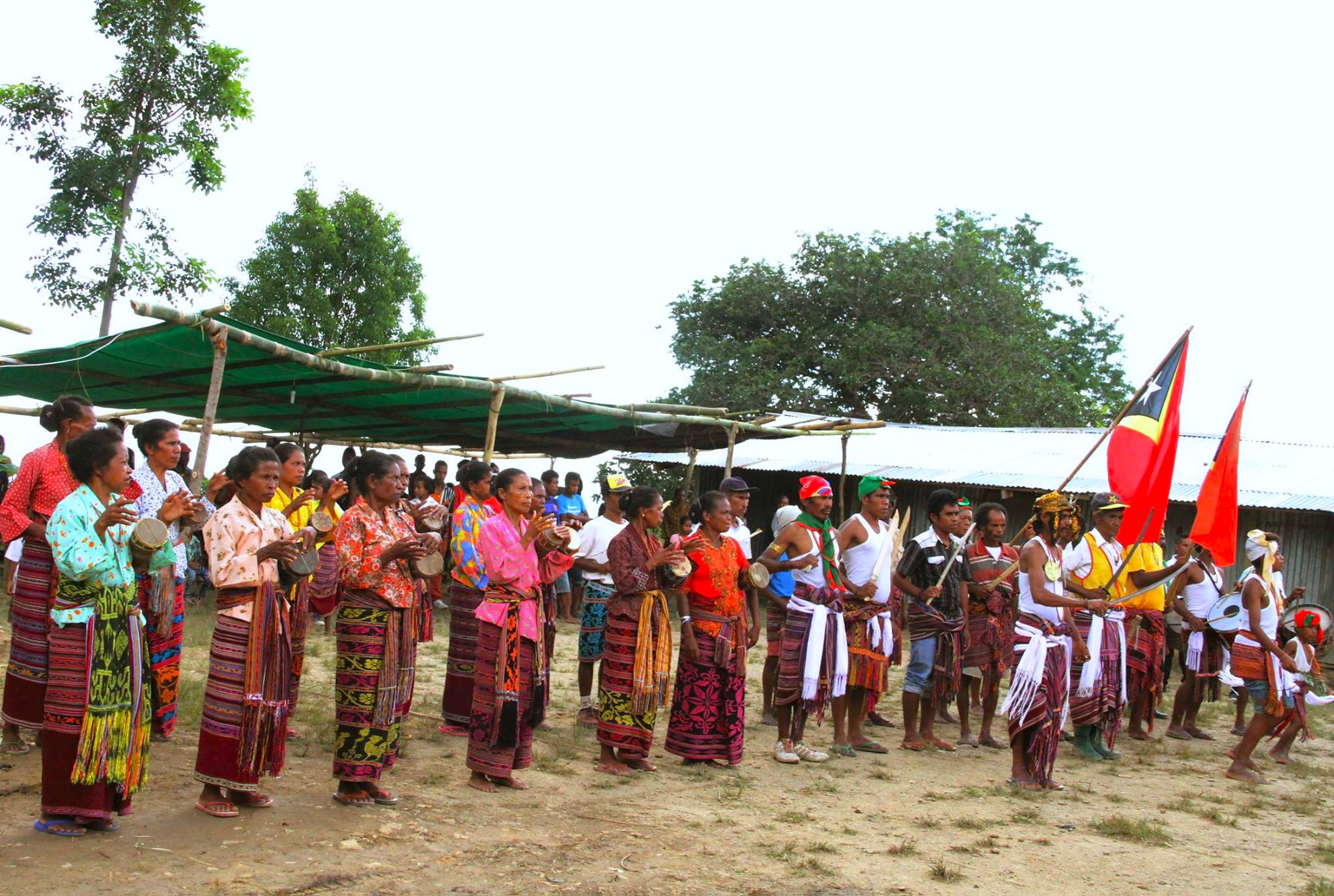
Einwohner von Uaitame (2016)

Makasae ist die Muttersprache von 129.627 Menschen (2015) in den östlichen Teilen der Gemeinden Viqueque (32.154) und Baucau (74.045) und in den westlichen Teilen der Gemeinde Lautém (14.767); hier besonders in den Orten Baucau, Baguia, Laga, Quelicai (Gemeinde Baucau), Ossu (Gemeinde Viqueque), Ililai und Luro (Gemeinde Lautém). Auch in der Landeshauptstadt leben über 8.035 Makasae-Sprecher. Makasae ist damit eine der am häufigsten gesprochenen Sprachen des Landes. Es ist eine der 15 in der Verfassung anerkannten Nationalsprachen Osttimors.
Die traditionelle Kultur der Makasae wird als patriarchal beschrieben. Im Zentrum der Gemeinschaft steht das heilige Haus, das Oma Bese. Grundlage ist das Prinzip „Teilen ist Fürsorge, wenn Du nicht teilst, bist Du kein Mensch“ (to anu lafu). Die Kontinuität von Leben und Tod hängt am Austausch von Lebensmitteln und Werkzeugen zwischen brautgebenden Familien (oma rahe) und empfangenden Familien (tufu mata). Büffel, Pferde und Schwerter – Symbole des Schutzes des Landes – sind Gaben des Bräutigams; die Braut übergibt Reis, Schweinefleisch, Gaba-Halsketten und Tais-Stoffe mit Ikat-Mustern. Die Geschenke erhalten jeweils die Eltern der Brautleute.
Die Sprache der Makasae ist verwandt mit den benachbarten Papuasprachen Fataluku und Makalero. Bei Ethnologue wird Makalero sogar nur als Dialekt des Makasae gesehen. Allgemein geht man davon aus, dass die Melanesier 3000 v. Chr. nach Timor einwanderten und ab 2500 v. Chr. von nachkommenden austronesischen Gruppen teilweise verdrängt wurden. Bei den Fataluku vermutet man inzwischen, dass sie möglicherweise erst nach den Austronesiern von Osten her Timor erreichten und diese verdrängten oder assimilierten. Auch bei den Makasae wird über ein solches Szenario spekuliert.
‚Firaku‘, die Bezeichnung für die Bewohner des Ostens von Osttimor, ist möglicherweise ein Wort aus dem Makasae: ‚fi raku‘ bedeutet ‚wir Kameraden‘. Es gibt aber auch die Theorie, dass Firaku sich vom portugiesischen vira o cu (jemanden dem Rücken zuwenden) ableitet, was wohl auf den Hang der östlichen Timoresen zur Rebellion verweist.

## Dialekte
| Zahlen in Makasae |         |
| Zahl              | Makasae |
| 1                 | u       |
| 2                 | lola'e  |
| 3                 | lolitu  |
| 4                 | loloha  |
| 5                 | lima    |
| 6                 | daho    |
| 7                 | fitu    |
| 8                 | afo     |
| 9                 | siwa    |
| 10                | ruru-u  |

In der Gemeinde Baucau unterscheidet man beim Makasae sechs verschiedene Variationen: Baguia, Quelicai, Laga, Baucau Cidade (Baucau Stadt) und Fatumaka. Fatumaka wird in den Sucos Buibau, Samalari, Uailili und Gariuai gesprochen. Diese bildeten in der Kolonialzeit das gemeinsame Reich Fatumaka.
In Luro werden zwei verschiedene Formen des Makasae gesprochen. Während man in Unter-Luro das eigentliche Makasae (Naini) spricht, wird in Ober-Luro der Dialekt Sa’ane (Sa’ani) verwendet. Teilweise wird Sa’ane auch als eigene Sprache angesehen. 5.787 Menschen in Osttimor nennen ihn als ihre Muttersprache.
Der Dialekt in Ossu spielt eine Sonderrolle bei der Erhaltung seines Konsonanten p, der in den anderen Dialekten zu einem f wurde (Beispiele: das Wort für ‚wir‘: ‚pi‘ in Ossu, ‚fi‘ in Baucau; das Wort für ‚Stein‘: ‚apa‘ in Ossu, ‚afa‘ in Baucau).

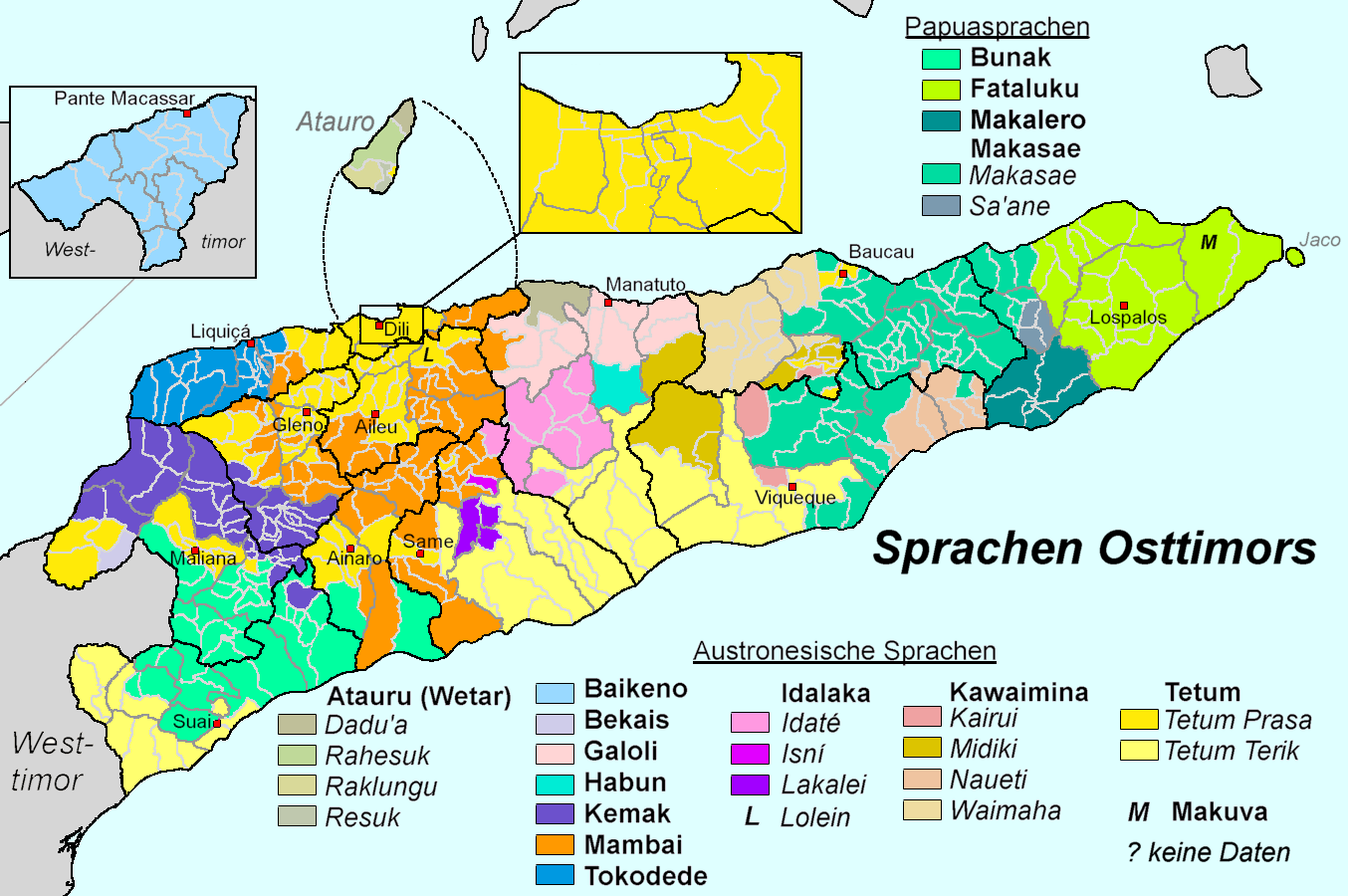
Die größten Sprachgruppen in den Sucos Osttimors
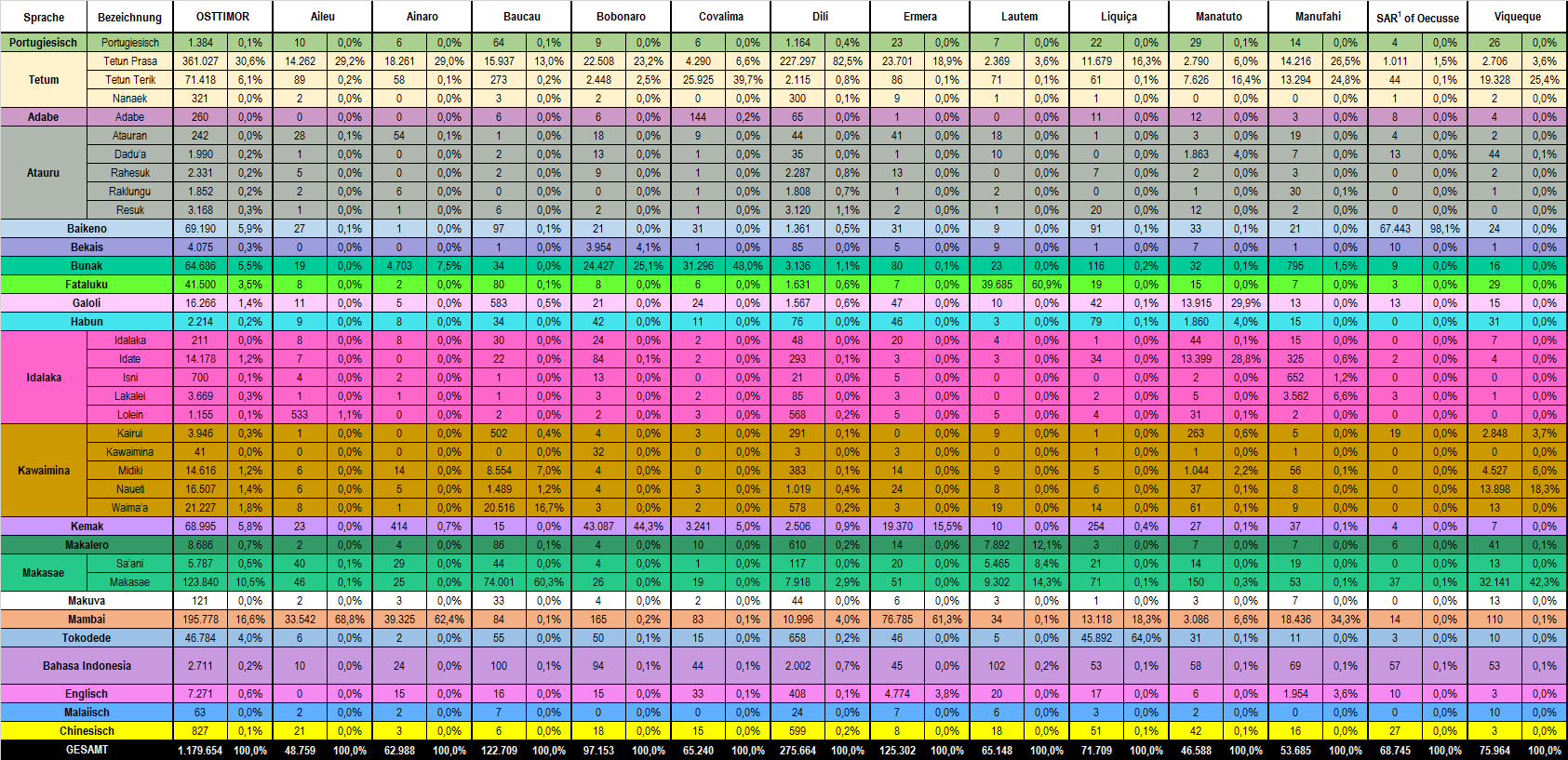
Anzahl der Sprecher der verschiedenen Sprachen in den einzelnen Gemeinden (Stand 2015)
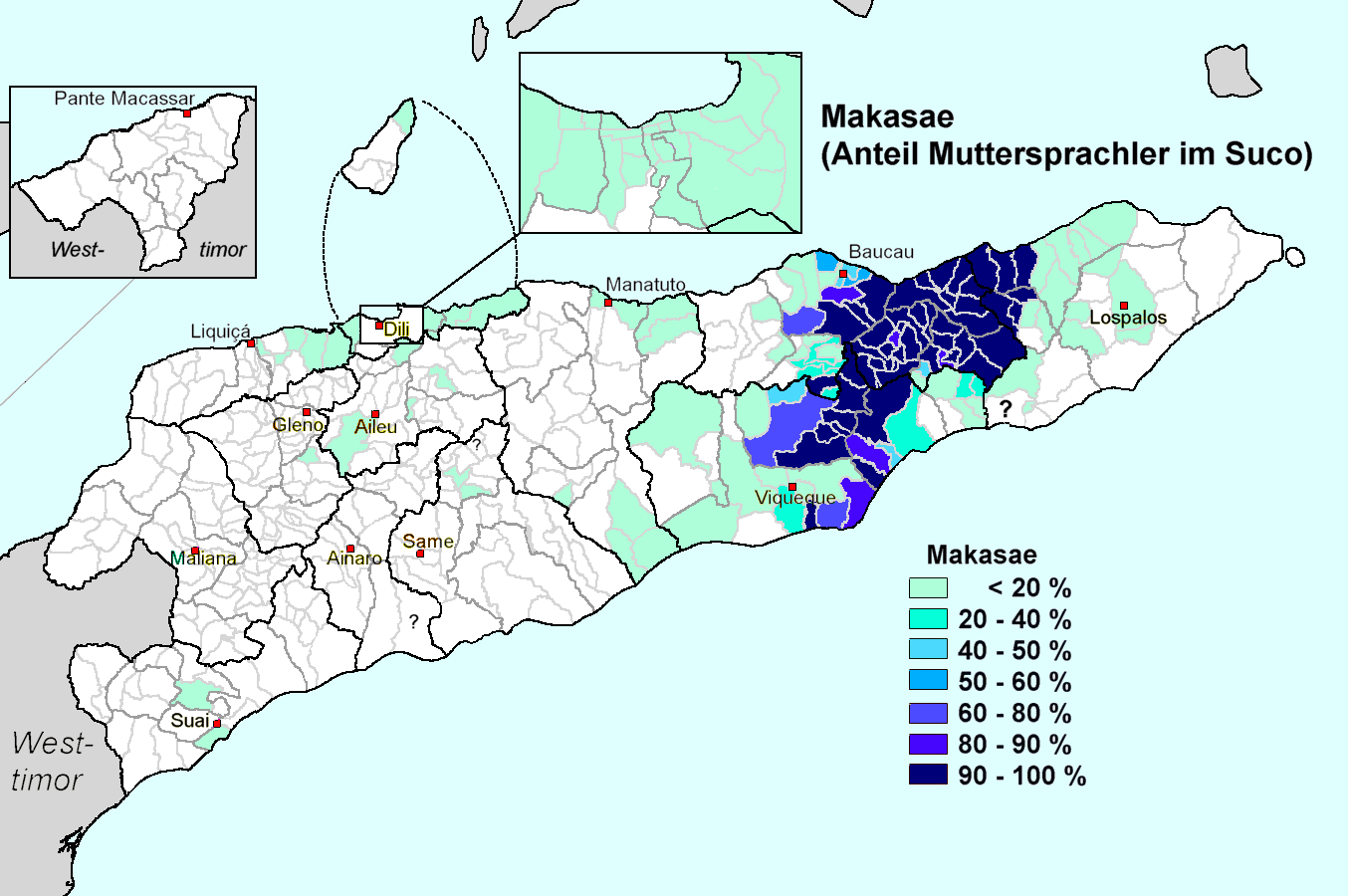
Anteil von Makasae-Muttersprachlern in den Sucos Osttimors
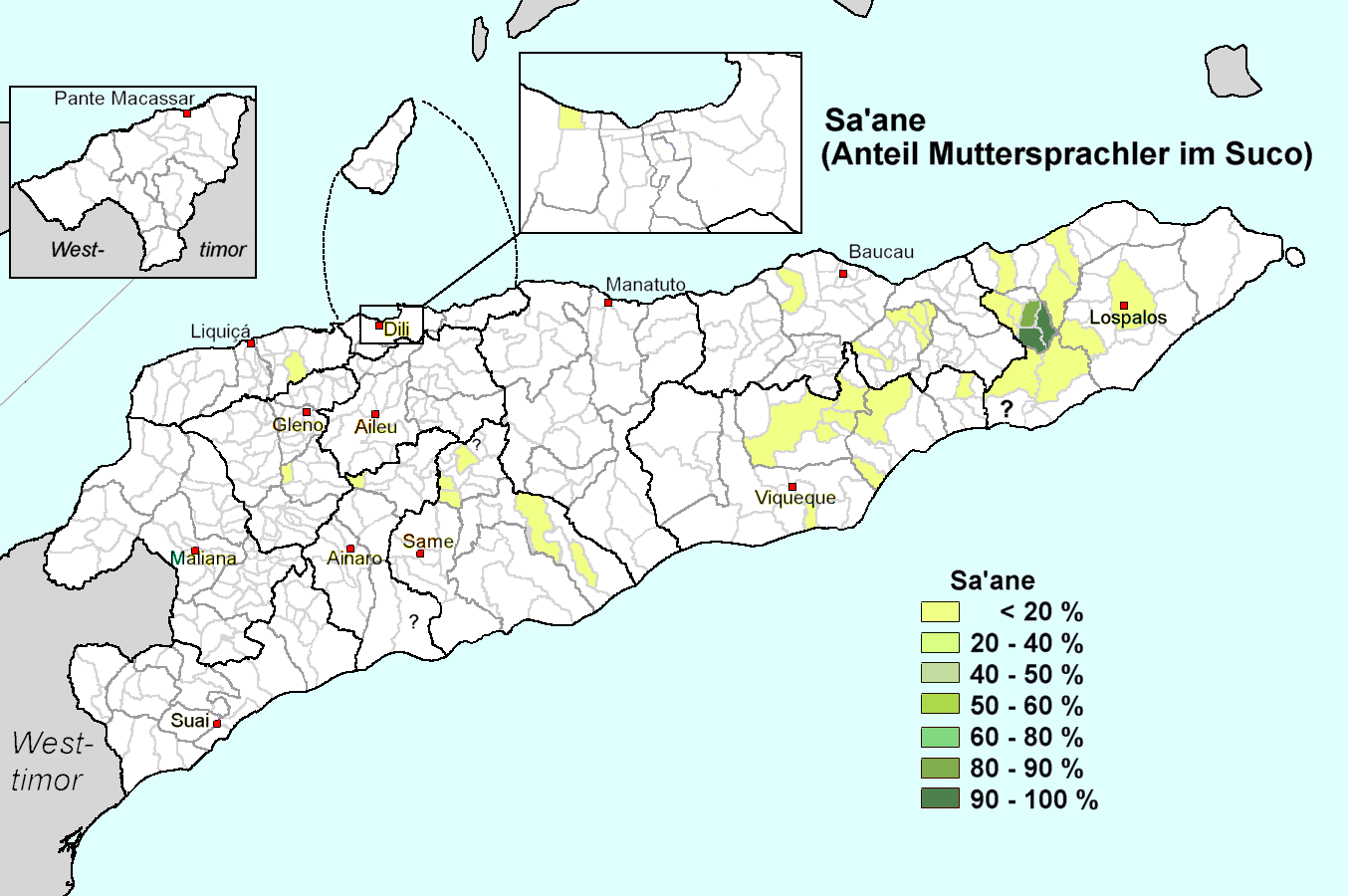
Anteil von Sa'ane-Muttersprachlern in den Sucos Osttimors